# Steve Buscemi
Steven Vincent Buscemi, detto Steve (New York, 13 dicembre 1957), è un attore e regista statunitense.

## Biografia

### Origini
Buscemi nasce a Brooklyn, borough di New York, il 13 dicembre del 1957, figlio di John Buscemi, statunitense di origini italiane (gli avi paterni dell'attore erano originari di Menfi, in provincia di Agrigento), veterano della guerra di Corea, e di Dorothy Wilson, una cameriera statunitense di origini irlandesi, inglesi e olandesi, impiegata presso la catena di ristoranti Howard Johnson's. Ha tre fratelli: Jon, Ken e Michael, quest'ultimo anch'egli attore. Ottenne il suo primo ruolo da protagonista in Parting Glances (1986), dove è opposto a Richard Ganoug.

### Carriera

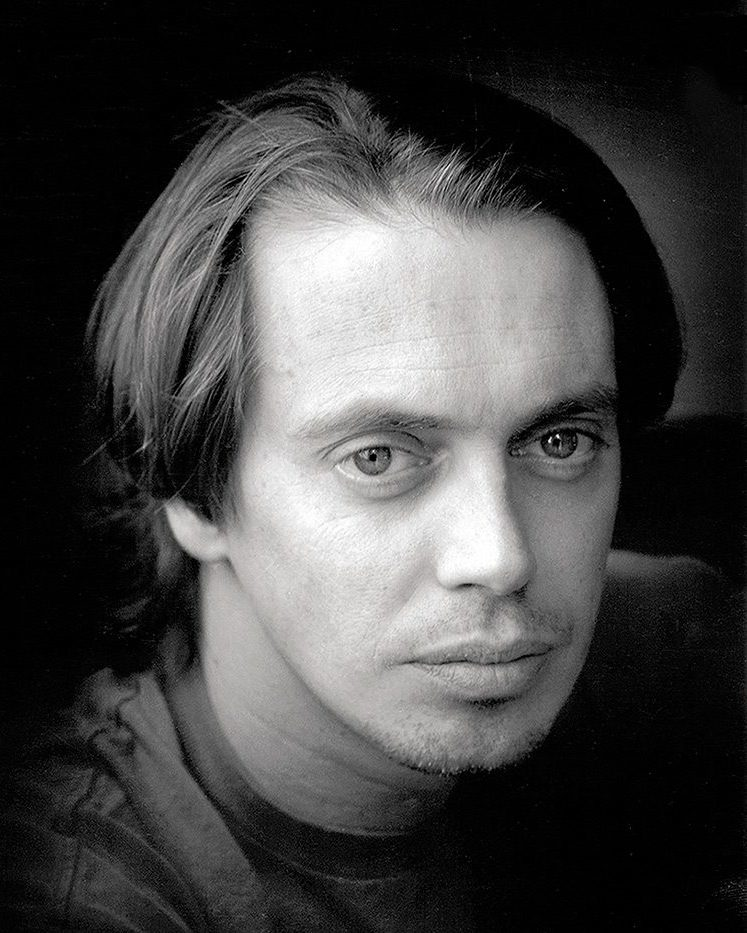
Buscemi nel 1996

Buscemi è diventato celebre come caratterista, grazie a ruoli di secondo piano, da non protagonista, ma importanti. I personaggi che Buscemi ha scelto di interpretare sono, in generale, personaggi particolari ed eccentrici, nevrotici e paranoici. Spesso è apparso nelle pellicole dei fratelli Coen, solitamente i personaggi interpretati dall'attore vengono uccisi in maniera violenta o inaspettata.
Tra i suoi ruoli memorabili vi sono quelli di Mr. Pink in Le iene di Quentin Tarantino, Rockhound in Armageddon - Giudizio finale di Michael Bay, il serial killer pluriomicida Garland Greene in Con Air di Simon West, Carl Showalter in Fargo e Donny in Il grande Lebowski dei fratelli Coen, senza dimenticare il doppiaggio dello scaltro e crudele Randall Boggs nel film d'animazione Monsters & Co.
Nel 2001 interpretò il ruolo di Seymour in Ghost World, film diretto da Terry Zwigoff e tratto da un fumetto di Daniel Clowes. Per la sua recitazione in questa pellicola vinse numerosi premi cinematografici: un Chicago Film Critics Association Award, un New York Film Critics Circle Award, un Independent Spirit Award e un Kansas City Film Critics Circle Award, tutti come miglior attore non protagonista.
È apparso inoltre nel video di Redemption Song, cover del brano di Bob Marley, di Joe Strummer and the Mescaleros, pubblicato postumo alla morte di Joe Strummer.
Nel 2003 ha interpretato il ruolo di Norther Winslow nel film Big Fish - Le storie di una vita incredibile, diretto da Tim Burton. Nel 2004 Buscemi è entrato a far parte del cast della serie televisiva I Soprano, nel ruolo di Tony Blundetto, cugino e amico d'infanzia di Tony Soprano. Buscemi era stato precedentemente coinvolto nello show dirigendo alcuni episodi, tra i quali quello della terza stagione Pine Barrens, spesso votato dai fan come il migliore della serie. Buscemi ha anche scritto, diretto e interpretato Mosche da bar (1996), e ha diretto Animal Factory (2000), tratto dal romanzo omonimo di Edward Bunker, conosciuto sul set di Le iene, e Lonesome Jim (2005).
Nel 2010 ha ottenuto un ruolo da protagonista nella serie televisiva statunitense Boardwalk Empire - L'impero del crimine, prodotta da Martin Scorsese, che ha anche diretto il primo episodio, e da Mark Wahlberg. La serie ha debuttato negli Stati Uniti il 19 settembre 2010 ed è stata rinnovata per una seconda stagione dopo un solo episodio trasmesso. In Italia è stata presentata fuori concorso al Festival internazionale del film di Roma 2010, ed è andata in onda su Sky Cinema 1 dal 14 gennaio al 18 febbraio 2011. L'interpretazione in Boardwalk Empire - L'impero del crimine gli fece vincere il 16 gennaio 2011 il Golden Globe per il miglior attore in una serie drammatica. Venne premiato da Milla Jovovich e Kevin Bacon.
Nel 2025 torna a lavorare con Tim Burton nella seconda stagione di Mercoledì.

### Vita privata
È stato sposato dal 1987 con la regista Jo Andres, da cui ha avuto un figlio, Lucian, nato nel 1990. La moglie è deceduta a gennaio 2019, all'età di 64 anni.

### 11 settembre 2001
Buscemi è stato un vigile del fuoco a New York dal 1980 al 1984. Il giorno dopo gli attentati dell'11 settembre 2001 Buscemi si è recato nella sua ex-caserma per prestare servizio come volontario, lavorando a turni di 12 ore per una settimana a Ground zero, cercando i sopravvissuti tra le macerie. Per tutto il tempo evitò le telecamere, scegliendo di lavorare anonimamente come un qualunque altro vigile del fuoco.

## Filmografia

### Attore

#### Cinema
- The Way It Is, regia di Eric Mitchell (1985)
- Tommy's, regia di Barry Ellsworth (1985)
- Parting Glances, regia di Bill Sherwood (1986)
- Sleepwalk, regia di Sara Driver (1986)
- No Picnic, regia di Philip Hartman (1986)
- L'ultimo round (Heart), regia di James Lemmo (1987)
- Laura (Kiss Daddy Goodnight), regia di Peter Ily Huemer (1987)
- Arena Brains, regia di Robert Longo (1987)
- Chiamami di notte (Call Me), regia di Sollace Mitchell (1988)
- Il segreto della piramide d'oro (Vibes), regia di Ken Kwapis (1988)
- Urla di mezzanotte (Heart of Midnight), regia di Matthew Chapman (1988)
- Coffee and Cigarettes II, regia di Jim Jarmusch (1989)
- New York Stories, episodio Lezioni dal vero, regia di Martin Scorsese (1989)
- Schiavi di New York (Slaves of New York), regia di James Ivory (1989)
- Mystery Train - Martedì notte a Memphis (Mystery Train), regia di Jim Jarmusch (1989)
- I maledetti di Broadway (Bloodhounds of Broadway), regia di Howard Brookner (1989)
- Force of Circumstance, regia di Liza Bear (1990)
- I delitti del gatto nero (Tales from the Darkside: The Movie), regia di John Harrison (1990)
- King of New York, regia di Abel Ferrara (1990)
- Crocevia della morte (Miller's Crossing), regia di Joel ed Ethan Coen (1990)
- Life Is Nice, regia di Forest Wise (1991)
- Zandalee, regia di Sam Pillsbury (1991)
- Barton Fink - È successo a Hollywood (Barton Fink), regia di Joel ed Ethan Coen (1991)
- Billy Bathgate - A scuola di gangster (Billy Bathgate), regia di Robert Benton (1991)
- What Happened to Pete, regia di Steve Buscemi (1992)
- In the Soup - Un mare di guai (In the Soup), regia di Alexandre Rockwell (1992)
- Le iene (Reservoir Dogs), regia di Quentin Tarantino (1992)
- CrissCross, regia di Chris Menges (1992)
- Come difendersi dalla mamma (Ed and His Dead Mother), regia di Jonathan Wacks (1993)
- Claude, regia di Cindy Lou Johnson (1993)
- Sol levante (Rising Sun), regia di Philip Kaufman (1993)
- Un pezzo da 20 (Twenty Bucks), regia di Keva Rosenfeld (1993)
- Floundering, regia di Peter McCarthy (1994)
- Mister Hula Hoop (The Hudsucker Proxy), regia di Joel ed Ethan Coen (1994)
- Airheads - Una band da lanciare (Airheads), regia di Michael Lehmann (1994)
- Who do I Gotta Kill, regia di Frank Rainone (1994)
- Somebody to Love - Qualcuno da amare (Somebody to Love), regia di Alexandre Rockwell (1994)
- Pulp Fiction, regia di Quentin Tarantino (1994) - cameo
- Alla ricerca di Jimmy (The Search for One-eye Jimmy), regia di Sam Henry Kass (1994)
- Si gira a Manhattan (Living in Oblivion), regia di Tom DiCillo (1995)
- Billy Madison, regia di Tamra Davis (1995) - non accreditato
- Dead Man, regia di Jim Jarmusch (1995) - non accreditato
- Cosa fare a Denver quando sei morto (Things to Do in Denver When You're Dead), regia di Gary Fleder (1995)
- Desperado, regia di Robert Rodriguez (1995)
- Fargo, regia di Joel ed Ethan Coen (1996)
- Mosche da bar (Trees Lounge), regia di Steve Buscemi (1996)
- Kansas City, regia di Robert Altman (1996)
- Fuga da Los Angeles (Escape from L.A.), regia di John Carpenter (1996)
- Black Kites, regia di Jo Andres (1996)
- Con Air, regia di Simon West (1997)
- Bionda naturale (The Real Blonde), regia di Tom DiCillo (1997)
- Prima o poi me lo sposo (The Wedding Singer), regia di Frank Coraci (1998) - non accreditato
- Il grande Lebowski (The Big Lebowski), regia di Joel ed Ethan Coen (1998)
- Gli imbroglioni (The Impostors), regia di Stanley Tucci (1998)
- Armageddon - Giudizio finale (Armageddon), regia di Michael Bay (1998)
- Louis & Frank, regia di Alexandre Rockwell (1998)
- Big Daddy - Un papà speciale (Big Daddy), regia di Dennis Dugan (1999)
- Animal Factory, regia di Steve Buscemi (2000)
- 28 giorni (28 Days), regia di Betty Thomas (2000)
- Ghost World, regia di Terry Zwigoff (2001)
- Double Whammy, regia di Tom DiCillo (2001)
- La zona grigia (The Grey Zone), regia di Tim Blake Nelson (2001)
- Unico testimone (Domestic Disturbance), regia di Harold Becker (2001)
- 13 Moons, regia di Alexandre Rockwell (2002)
- Love in the Time of Money, regia di Peter Mattei (2002)
- Mr. Deeds, regia di Steven Brill (2002)
- Spy Kids 2 - L'isola dei sogni perduti (Spy Kids 2: Island of Lost Dreams), regia di Robert Rodriguez (2002)
- Missione 3D - Game Over (Spy Kids 3-D: Game Over), regia di Robert Rodriguez (2003)
- Coffee and Cigarettes, regia di Jim Jarmusch - segmento Twins (2003)
- Big Fish - Le storie di una vita incredibile (Big Fish), regia di Tim Burton (2003)
- Who's the Top?, regia di Jennie Livingston - cortometraggio (2005)
- The Island, regia di Michael Bay (2005)
- Romance & Cigarettes, regia di John Turturro (2005)
- Art School Confidential - I segreti della scuola d'arte (Art School Confidential), regia di Terry Zwigoff (2006)
- Delirious - Tutto è possibile (Delirious), regia di Tom DiCillo (2006)
- Paris, je t'aime, regia di Joel ed Ethan Coen - segmento Tuileries (2006)
- Manuale d'infedeltà per uomini sposati (I Think I Love My Wife), regia di Chris Rock (2007)
- Io vi dichiaro marito e... marito (I Now Pronounce You Chuck and Larry), regia di Dennis Dugan (2007)
- Interview, regia di Steve Buscemi (2007)
- Handsome Harry, regia di Bette Gordon (2009)
- I Knew It Was You, regia di Richard Shepard - documentario (2009)
- Rage, regia di Sally Potter (2009)
- John Rabe, regia di Florian Gallenberger (2009)
- Oltre le regole - The Messenger (The Messenger), regia di Oren Moverman (2009)
- Youth in Revolt, regia di Miguel Arteta (2009)
- Saint John of Las Vegas, regia di Hue Rhodes (2010)
- Un weekend da bamboccioni (Grown Ups), regia di Dennis Dugan (2010)
- The Chosen One, regia di Rob Schneider (2010)
- Che fine ha fatto Pete Smalls? (Pete Smalls Is Dead), regia di Alexandre Rockwell (2010)
- Fight for Your Right Revisited (2011) - cameo
- Rampart, regia di Oren Moverman (2011)
- On the Road, regia di Walter Salles (2012)
- L'incredibile Burt Wonderstone (The Incredible Burt Wonderstone), regia di Don Scardino (2013)
- Un weekend da bamboccioni 2 (Grown Ups 2), regia di Dennis Dugan (2013)
- Gli invisibili (Time Out of Mind), regia di Oren Moverman (2014)
- Mr Cobbler e la bottega magica (The Cobbler), regia di Thomas McCarthy (2014)
- The Ridiculous 6, regia di Frank Coraci (2015)
- L'incredibile vita di Norman (Norman: The Moderate Rise and Tragic Fall of a New York Fixer), regia di Joseph Cedar (2016)
- Charley Thompson (Lean on Pete), regia di Andrew Haigh (2017)
- Morto Stalin, se ne fa un altro (The Death of Stalin), regia di Armando Iannucci (2017)
- Nancy, regia di Christina Choe (2018)
- Matrimonio a Long Island (The Week Of), regia di Robert Smigel (2018)
- I morti non muoiono (The Dead Don't Die), regia di Jim Jarmusch (2019)
- Il re di Staten Island (The King of Staten Island), regia di Judd Apatow (2020)
- Hubie Halloween, regia di Steven Brill (2020)
- Gli amici delle vacanze 2 (Vacation Friends 2), regia di Clay Tarver (2023)
- Il giorno dell'incontro (Day of the Fight), regia di Jack Huston (2023)
- Un tipo imprevedibile 2 (Happy Gilmore 2), regia di Kyle Newacheck (2025)

#### Televisione
- Not Necessarily the News - serie TV, 3 episodi (1983-1986)
- Miami Vice - serie TV, episodi 3x01, 3x07 (1986)
- Un giustiziere a New York (The Equalizer) - serie TV, 1 episodio (1987)
- Le nuove avventure di Guglielmo Tell (Crossbow) - serie TV, 1 episodio (1988)
- Colomba solitaria (Lonesome Dove), regia di Simon Wincer - miniserie TV (1989)
- Borders - documentario (1989)
- Monsters - serie TV, 1 episodio (1990)
- Against the Law - serie TV, 1 episodio (1990)
- L.A. Law - Avvocati a Los Angeles (L.A. Law) - serie TV, 1 episodio (1991)
- Innamorati pazzi (Mad About You) - serie TV, 1 episodio (1992)
- I racconti della cripta (Tales from the Crypt) - serie TV, 1 episodio (1993)
- L'ultimo fuorilegge (The Last Outlaw), regia di Geoff Murphy - film TV (1993)
- The Adventures of Pete & Pete - serie TV, 3 episodi (1994-1996)
- Saturday Night Live - serie TV, 3 puntate (1994-2000)
- Homicide - serie TV, 1 episodio (1995)
- The Tom Green Show, 1 episodio (1996)
- The Drew Carey Show - serie TV, 1 episodio (1998)
- The Laramie Project – film TV, regia di Moisés Kaufman (2002)
- I Soprano (The Sopranos) - serie TV, 12 episodi (2004-2007)
- 30 Rock - serie TV, 6 episodi (2007-2013)
- E.R. - Medici in prima linea (ER) - serie TV, 1 episodio (2008)
- Boardwalk Empire - L'impero del crimine (Boardwalk Empire) - serie TV, 56 episodi (2010-2014)
- Portlandia - serie TV, 5 episodi (2011-2017)
- My Depression, regia di Robert Marianetti, Elizabeth Swados e David Wachtenheim - film TV (2014)
- Horace and Pete – webserie (2016)
- Unbreakable Kimmy Schmidt - serie TV, 2 episodi (2016-2019)
- Philip K. Dick's Electric Dreams – serie TV, episodio 1x04 (2017)
- Miracle Workers - serie TV, 26 episodi (2019-2023)
- The Studio - serie TV, episodio 1x01 (2025)
- Mercoledì – serie TV, 8 episodi (2025)

### Doppiatore
- Final Fantasy (Final Fantasy: The Spirits Within, 2001)
- Monsters & Co. (Monsters, Inc., 2001)
- Monsters & Co. - L'isola dello spavento (Monsters Inc. Scream Team) - videogioco (2001)
- I Simpson (The Simpsons) – nella puntata 14x20 Marge al volante (2003)
- Mucche alla riscossa (Home on the Range, 2004)
- La tela di Carlotta (2006)
- Monster House (2006)
- I Simpson (The Simpsons) – nella puntata 19x4 Non voglio sapere perché canta l'uccello in gabbia (2007)
- Igor (2008)
- G-Force - Superspie in missione (G-Force, 2009)
- Megalomania (Megalomania, 2009)
- Hotel Transylvania, regia di Genndy Tartakovsky (2012)
- Monsters University, regia di Dan Scanlon (2013)
- Khumba, regia di Anthony Silverston (2013)
- Hotel Transylvania 2, regia di Genndy Tartakovsky (2015)
- Baby Boss (The Boss Baby), regia di Tom McGrath (2017)
- Transformers - L'ultimo cavaliere (Transformers: The Last Knight), regia di Michael Bay (2017)
- Sorry to Bother You, regia di Boots Riley (2018)
- Hotel Transylvania 3 - Una vacanza mostruosa (Hotel Transylvania 3: Summer Vacation), regia di Genndy Tartakovsky (2018)
- Elena di Avalor (Elena of Avalor) - serie animata, 1 episodio (2018)
- Scooby-Doo and Guess Who? (2021) - se stesso
- Hotel Transylvania - Uno scambio mostruoso (Hotel Transylvania: Transformania), regia di Derek Drymon e Jennifer Kluska (2022)
- Monsters & Co. la serie - Lavori in corso! (Monsters at Work) - serie animata, 2 episodi (2024)
- Transformers One, regia di Josh Cooley (2024)

### Regista

#### Cinema
- What Happened to Pete – cortometraggio (1992)
- Mosche da bar (Trees Lounge, 1996)
- Animal Factory (2000)
- Lonesome Jim (2005)
- Interview (2007)

#### Televisione
- Homicide, Life on the Street – serie TV, 1 episodio (1998)
- Oz – serie TV, 2 episodi (1999–2001)
- I Soprano (The Sopranos) – serie TV, 4 episodi (2001–2006)
- Baseball Wives – film TV (2002)
- 30 Rock – serie TV, 1 episodio (2009)
- Nurse Jackie - Terapia d'urto – serie TV, 6 episodi (2009–2011)
- Love - serie TV, 1 episodio (2016)

### Produttore
- Animal Factory (2000)
- Symbiopsychotaxiplasm: Take 2 1/2, regia di William Greaves – documentario (2005)
- Lonesome Jim – non accreditato (2005)
- Saint John of Las Vegas, regia di Hue Rhodes – produttore esecutivo (2010)
- Vine Talk – serie TV, episodio Navigating Napa Valley Cabernets (2011)

### Sceneggiatore
- What Happened to Pete – cortometraggio (1992)
- Mosche da bar (Trees Lounge, 1996)
- Interview (2007)

## Riconoscimenti
- Festival di Cannes
  - 1996 – Miglior attore per Mosche da bar
- Premio Emmy
  - 2001 – Candidatura alla miglior regia per una serie drammatica per I Soprano
  - 2004 – Candidatura al miglior attore non protagonista in una serie drammatica per I Soprano
  - 2008 – Candidatura al miglior attore ospite in una serie commedia per 30 Rock
  - 2011 – Candidatura al miglior attore protagonista in una serie drammatica per Boardwalk Empire - L'impero del crimine
  - 2012 – Candidatura al miglior attore protagonista in una serie drammatica per Boardwalk Empire – L'impero del crimine
  - 2014 – Candidatura al miglior attore guest star in una serie commedia per Portlandia
- Golden Globe
  - 2002 – Candidatura al miglior attore non protagonista per Ghost World
  - 2011 – Miglior attore in una serie drammatica per Boardwalk Empire - L'impero del crimine
  - 2012 – Candidatura al miglior attore in una serie drammatica per Boardwalk Empire - L'impero del crimine
  - 2013 – Candidatura al miglior attore in una serie drammatica per Boardwalk Empire - L'impero del crimine
- Golden Camera
  - 1997 – Candidatura al miglior attore internazionale per Mosche da bar
- Independent Spirit Award
  - 1993 – Miglior attore non protagonista per Le iene

## Doppiatori italiani
Nelle versioni in italiano delle opere in cui ha recitato, Steve Buscemi è stato doppiato da:
- Luca Dal Fabbro in I delitti del gatto nero, Le iene, Fargo, Cosa fare a Denver quando sei morto, Mosche da bar, Fuga da Los Angeles, Con Air, Prima o poi me lo sposo, Il grande Lebowski, Armageddon - Giudizio finale, Ghost World, La zona grigia, Spy Kids 2 - L'isola dei sogni perduti, Spy Kids - Missione 3D: Game Over, Coffee and Cigarettes, I Soprano, The Island, Romance & Cigarettes, Manuale d'infedeltà per uomini sposati, Interview, 30 Rock, E.R. - Medici in prima linea, John Rabe, Oltre le regole - The Messenger, Saint John Of Las Vegas, Rampart, On the Road, The Incredible Burt Wonderstone, The Ridiculous 6, Gli invisibili, Mr Cobbler e la bottega magica, Unbreakable Kimmy Schmidt, L'incredibile vita di Norman, Charley Thompson, Morto Stalin, se ne fa un altro, Philip K. Dick's Electric Dreams, Matrimonio a Long Island, Miracle Workers, I morti non muoiono, Il re di Staten Island, Hubie Halloween, Gli amici delle vacanze 2, Il giorno dell'incontro, The Studio, Un tipo imprevedibile 2, Mercoledì
- Vittorio Stagni in Colomba solitaria, Sol levante, Un weekend da bamboccioni, Un weekend da bamboccioni 2
- Manlio De Angelis in Desperado, Big Daddy - Un papà speciale, Mr. Deeds
- Marco Mete in Un pezzo da venti, Homicide, Animal Factory
- Edoardo Nevola in Pulp Fiction, Bionda naturale
- Gaetano Varcasia in Barton Fink - È successo a Hollywood, Mister Hula Hoop
- Mino Caprio in New York Stories, Big Fish - Le storie di una vita incredibile
- Antonio Palumbo in Kansas City, Che fine ha fatto Pete Smalls?
- Sergio Di Giulio in Art School Confidential - I segreti della scuola d'arte, Io vi dichiaro marito e... marito
- Sandro Acerbo in In the Soup - Un mare di guai, 28 giorni
- Angelo Maggi in Alla ricerca di Jimmy, Unico testimone
- Pino Ammendola in Zandalee
- Massimo Giuliani in Il segreto della piramide d'oro
- Nino Prester in Schiavi di New York
- Antonio Sanna in I maledetti di Broadway
- Marco Bresciani in King of New York
- Fabio Grossi in Crocevia della morte
- Lucio Saccone in Billy Bathgate - A scuola di gangster
- Oreste Baldini in Innamorati pazzi
- Fabio Boccanera in Si gira a Manhattan
- Danilo De Girolamo in Airheads - Una band da lanciare
- Roberto Draghetti in Billy Madison
- Francesco Pannofino in Miami Vice
- Tony Sansone in Gli imbroglioni
- Daniele Demma in Double Whammy
- Federico Danti in Delirious - Tutto è possibile
- Massimo Lodolo in Boardwalk Empire - L'impero del crimine
- Claudio Moneta in Nancy

Da doppiatore è sostituito da:
- Luca Dal Fabbro in Monsters & Co. - L'isola dello spavento, La tela di Carlotta, Igor, G-Force - Superspie in missione, Hotel Transylvania, Monsters University, Khumba - Cercasi strisce disperatamente, Hotel Transylvania 2, Unbreakable Kimmy Schmidt (ep. 2x04), Baby Boss, Hotel Transylvania 3 - Una vacanza mostruosa, Elena di Avalor, Scooby-Doo and Guess Who?, Hotel Transylvania - Uno scambio mostruoso, Monsters & Co. la serie - Lavori in corso!
- Daniele Formica in Monsters & Co., Mucche alla riscossa
- Pino Ammendola nei Simpson (ep. 14x20)
- Luca Laurenti nei Simpson (ep. 19x4)
- Roberto Gammino in Final Fantasy: The Spirits Within
- Sandro Sardone in Monster House
- Luigi Ferraro in Transformers - L'ultimo cavaliere
- Gianni Giuliano in Transformers One